# Lycodonomorphus inornatus
Lycodonomorphus inornatus (оливкова хатня змія) — вид змій родини Lamprophiidae. Мешкає в Південній Африці.

## Поширення і екологія
Оливкові хатні змії поширені на півдні і сході Південно-Африканської Республіки та Есватіні. Вони живуть в різноманітних природних середовищах, зокрема в тропічних лісах, чагарникових заростях фінбошу та на луках. Ведуть нічний, наземний спосіб життя. Живляться ящірками, дрібними гризунами і зміями. Відкладають яйця.